# Weiße Schatten (1928)
Weiße Schatten (Originaltitel: White Shadows in the South Seas) ist ein US-amerikanisches Filmdrama von W. S. Van Dyke aus dem Jahr 1928. Van Dyke ersetzte den ursprünglichen Regisseur Robert J. Flaherty, der mit den Produktionsvorgaben von MGM nicht einverstanden war. Das Drehbuch basiert auf dem gleichnamigen, 1919 erschienenen Roman von Frederick O’Brien. Premiere hatte der Film am 31. Juli 1928 in New York, der allgemeine Kinostart in den USA erfolgte erst am 10. November 1928. In Deutschland hatte der Film am 20. Dezember 1929 im UFA-Pavillon am Nollendorfplatz Premiere. Die Erstausstrahlung im deutschen Fernsehen fand am 2. November 1988 im dritten Programm des WDR statt.

## Handlung
Lloyd ist ein alkoholkranker Arzt, der auf den Marquesas für die Rechte der Ureinwohner eintritt. Der skrupellose Geschäftsmann Sebastian lässt Eingeborene nach Perlen tauchen. Dabei kommt es zu Unglücksfällen, die Lloyd behandeln will. Sebastian will die Behandlung verhindern, wird aber von Lloyd k. o. geschlagen. Als Lloyd auf einem Schiff Anzeichen von Beulenpest erkennt, will er das Schiff niederbrennen lassen. Er wird niedergeschlagen und auf das Schiff gebracht, das nun steuerlos auf das offene Meer treibt.
Ein Taifun spült Lloyd über Bord. Er wacht am Strand einer unbekannten Insel auf. Er wird von Eingeborenen aufgefunden, die noch nie einen Weißen gesehen haben. Sie verehren ihn als Gott, Lloyd verliebt sich in die Häuptlingstochter Fayaway. In der Hoffnung auf Rettung zündet er ein Feuer an. Fayaway ist traurig, dass er die Insel verlassen will, woraufhin Lloyd beschließt, bei den Eingeborenen zu bleiben.
Am nächsten Tag kommt ein Schiff an. Lloyd warnt die Eingeborenen vor den Weißen, doch seine Warnungen werden nicht beachtet. Es ist ein Handelsschiff von Sebastian, der hier eine Handelsstation für Perlen eröffnen will. Lloyd versucht, Sebastian mit Gewalt von der Insel zu treiben, wird aber von einem der Matrosen erschossen. Die Schlussszene zeigt Sebastian in seinem Handelsposten, während die Eingeborenen für ihn arbeiten. Fayaway trauert um Lloyd.

## Hintergrund
Der Film war zuerst als Stummfilm konzipiert. Die Produktionsgesellschaft MGM vertonte ihn nachträglich, sodass er zum ersten Tonfilm dieses Studios wurde. Bei diesem Film erklang auch das erste Mal das Brüllen des MGM-Löwen. Da Douglas Shearer in Hollywood keine geeignete Einrichtung zur Nachvertonung vorfand, musste er mit den gesamten abgedrehten Filmszenen nach New Jersey reisen, um dort Ton-Effekte und Musik einzuarbeiten.
Drehort des Films war die Südseeinsel Tahiti.
Robert J. Flaherty wollte den Film drehen, weil er ein Freund des Schriftstellers Frederick O’Brien war und selber über anderthalb Jahre in der Südsee verbracht hatte. Seine Meinungsverschiedenheiten mit dem Studio waren in Flahertys akribischer Arbeitsweise begründet, mit der er schon seine Dokumentarfilme gedreht hatte. Regisseur Van Dyke hingegen war für seine kostensparende und schnelle Arbeitsweise bekannt.

## Kritiken
Für das Lexikon des internationalen Films war Weiße Schatten ein „Stummfilm, der die Südsee-Inseln mit romantisierender Verklärung beschreibt und die Hollywood-Idylle eines Urlaubstraums zaubert“. Der Film sei „[t]rotz engagierter Bildgestaltung allenfalls noch dadurch von historischem Interesse, daß Robert J. Flaherty die Regie noch vor Drehbeginn abgab, weil er mit den Vorstellungen des Produzenten nicht einverstanden war“.
Georg Herzberg schrieb am 21. Dezember 1929 im Film-Kurier Nr. 303: „Unterstützt durch die Kameraleute Clyde de Vinna, George Nagle und Bob Roberts entsteht in den friedlichen Teilen einer der schönsten und instruktivsten Kulturfilme. Hierzu kommt noch eine fesselnde, aufwühlende Spielhandlung, mit zwei sympathischen Stars wie Monte Blue und Raquel Torres.“ Dave Kehr vom Chicago Reader hingegen bemängelte die „alberne Story“ und den „noch alberneren Regisseur“.

## Auszeichnungen
Bei der zweiten Oscarverleihung 1930 gewann der Film den Oscar in der Kategorie Beste Kamera.